# Quai Panhard-et-Levassor
Quai Panhard-et-Levassor (nábřeží Panharda a Levassora) je nábřeží v Paříži. Nachází se ve 13. obvodu.

## Poloha
Nábřeží vede po levém břehu řeky Seiny mezi mosty National a Tolbiac. Začíná na křižovatce s Boulevardem Masséna, kde proti proudu navazuje Quai d'Ivry a končí na křižovatce s ulicí Rue Bruneseau, odkud dále pokračuje Quai François-Mauriac. Součástí nábřeží je přístav Port de Tolbiac.

## Historie
Samostatné nábřeží vzniklo až 12. listopadu 1991, kdy byl tento úsek oddělen od Quai de la Gare a přejmenován na počest francouzských inženýrů a průmyslníků Reného Panharda (1841-1908) a Émila Levassora (1842-1897), kteří zde měli své dílny na výrobu prvních automobilů.

## Nová výstavba
Nábřeží je součástí komplexní přestavby zdejší čtvrti s názvem Paris Rive Gauche. V jejím rámci vznikají na místě bývalých továren a skladů moderní stavby, např. kampus Paris Rive Gauche, který slouží Univerzitě Paříž VII, nebo nové sídlo Francouzské národní knihovny na sousedním nábřeží.